# Concours des vins d'Orange
Le concours des vins d'Orange, créé en 1952 par Vincent Allessandrini, courtier en vins, sous le nom de foire aux vins d'Orange est le plus ancien et le plus prestigieux concours des vins de la vallée du Rhône.

## Historique

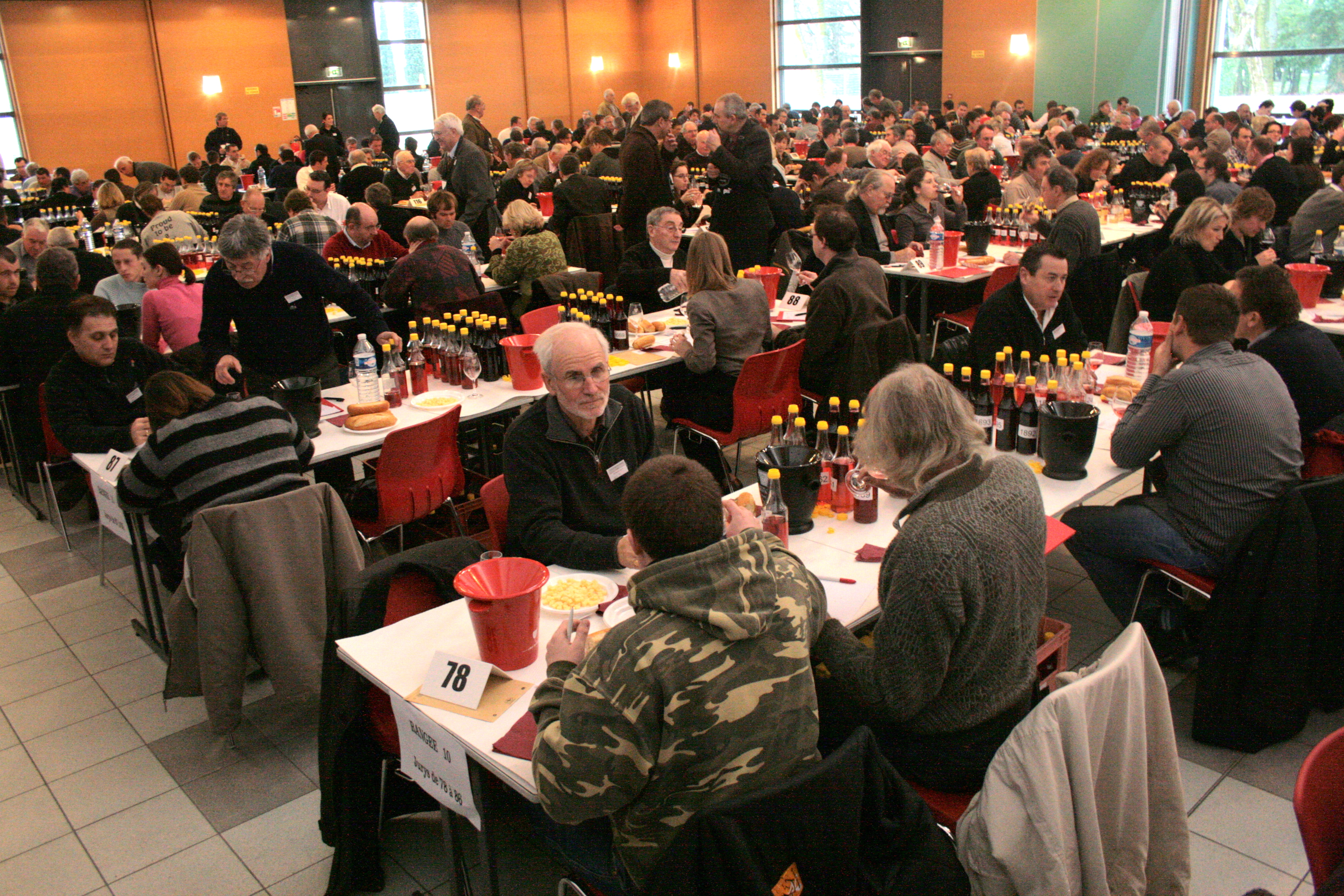
Salle de dégustation du jury.

En 2007 la foire aux vins d'Orange a changé de dénomination pour devenir le concours des vins d'Orange, le plus important de la vallée du Rhône. En 2011, le 7 février, le concours a porté sur 2 820 échantillons de vin (blanc, rouge, rosé), mobilisant 642 dégusteurs rassemblés dans 158 jurys.

## Vins participants au concours
Il s'agit des côtes-du-rhône, côtes-du-rhône villages, ventoux, luberon, grignan-les-adhémar, costières-de-nîmes, côtes-du-vivarais. S'y ajoutent quelques vins de pays dont les vins de pays d’Aigues, de Méditerranée, de la Principauté d’Orange et de Vaucluse.

Concours des vins d'Orange
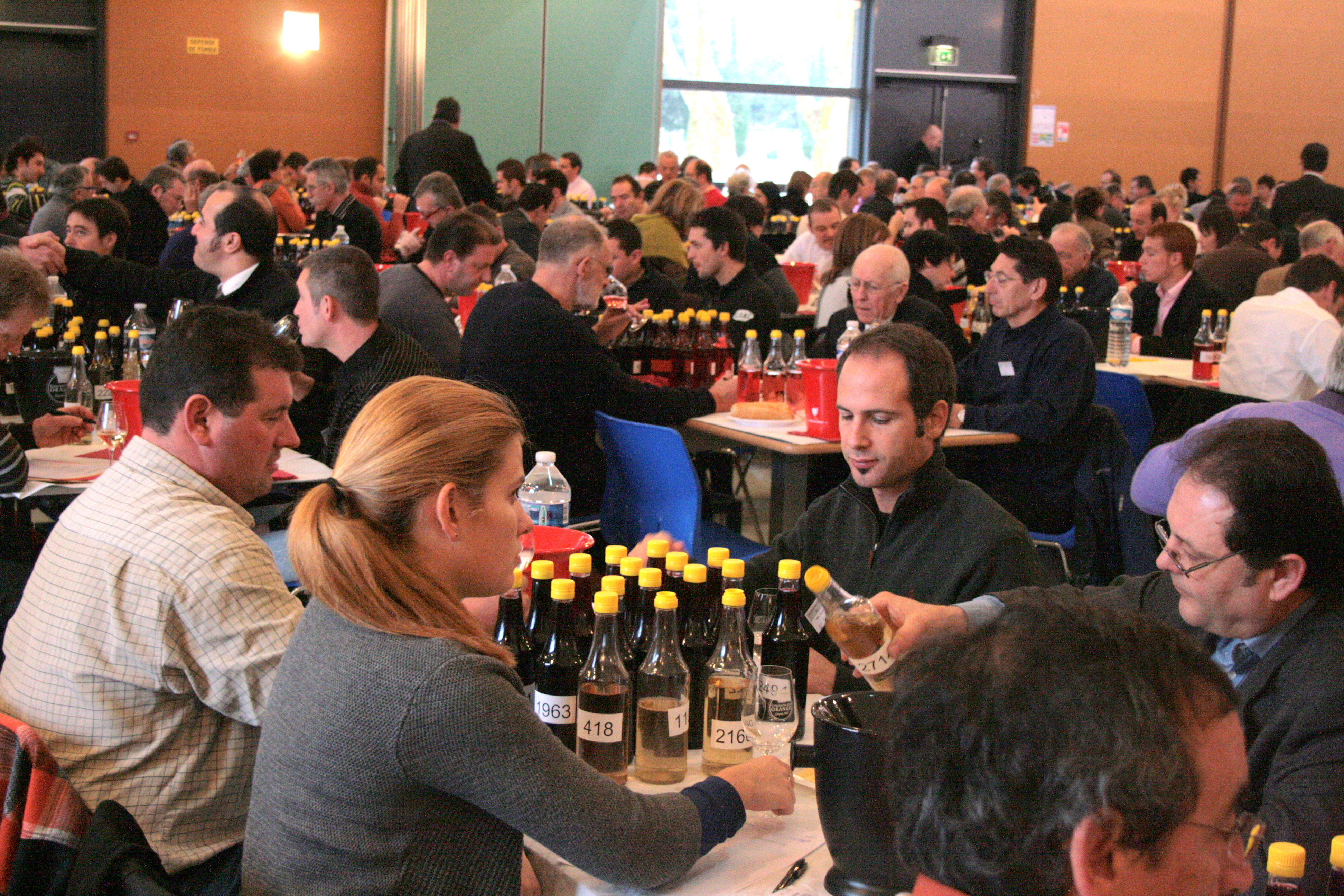
Jury en dégustation.
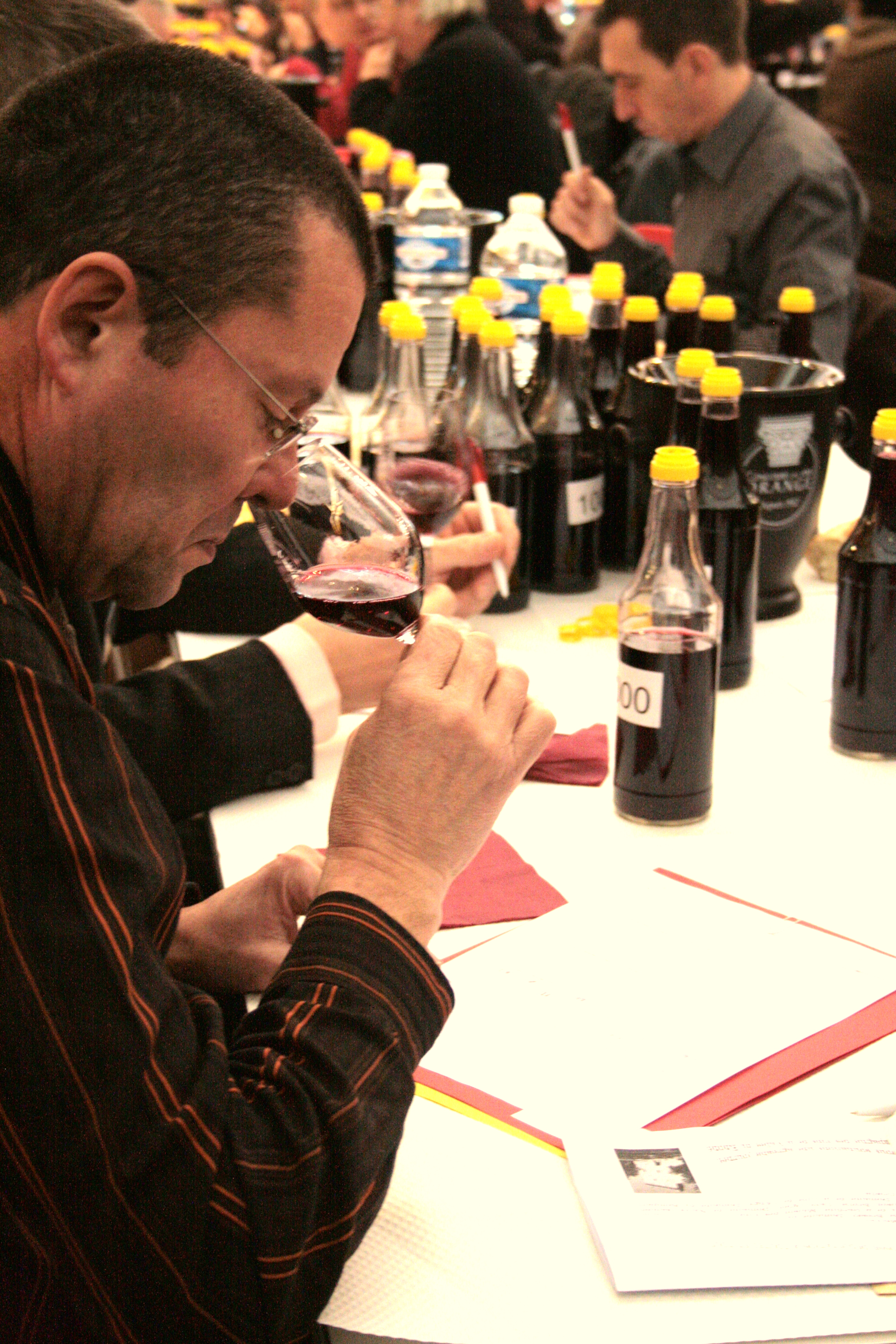
Juré au travail.
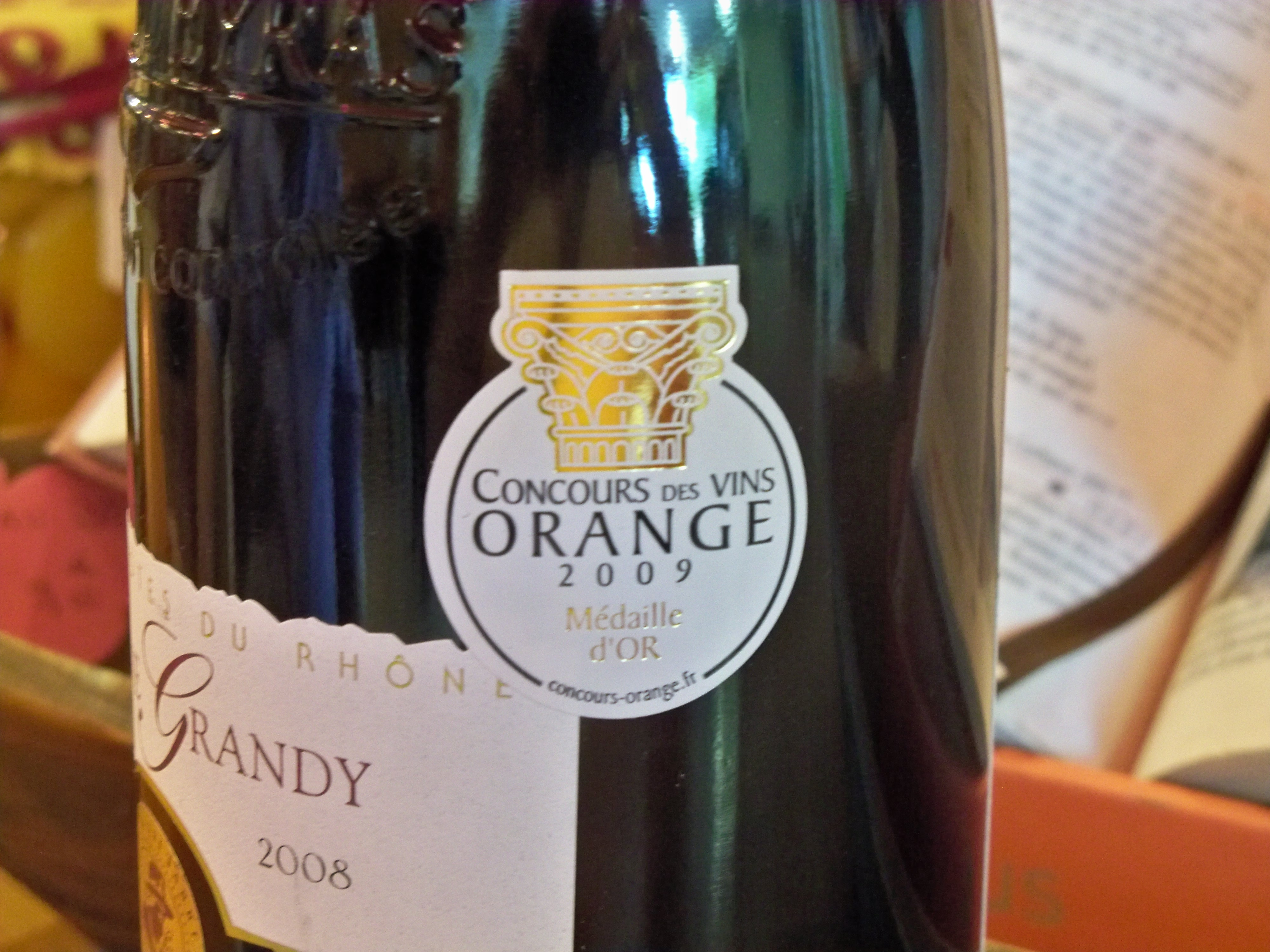
Médaille d'or du concours pour un côtes-du-rhône.

## Un jury international
En 2012, ce concours a fêté son 60e anniversaire. Il fait partie des concours habilités par la DGCCRF à accorder des récompenses officielles. Sa renommée internationale est telle que les membres du jury, des professionnels et des amateurs avertis, viennent des États-Unis, d'Allemagne ou de Suisse. La qualité des médailles - or, argent bronze - que décerne chaque jury (ils sont vingt) a fait entrer ce concours dans la catégorie des plus grands et des plus renommés au niveau européen.